# ديسكوغرافيا كيتي بيري
أصدرت المغنية الأمريكية كيتي بيري ستة ألبومات استوديو، وألبومًا واحدًا مباشرًا، وست أسطوانات مطولة (EP), و 34 أغنية فردية (بما في ذلك أربعة كفنانة مميزة), وثمانية أغاني فردية ترويجية. تم اعتماد بيري لـ 105 مليون أغنية فردية و 11 مليون ألبوم في الولايات المتحدة. وهي أيضًا خامس أفضل فنانة فردية رقمية مبيعًا في الولايات المتحدة وفقًا لجمعية صناعة التسجيلات الأمريكية (RIAA). طوال حياتها المهنية، باعت بيري أكثر من 18 مليون ألبوم و 125 مليون أغنية فردية على مستوى العالم. وهي حاليًا تحمل الرقم القياسي لمعظم أغنياتها الفردية التي حققت 5 ملايين مبيعًا في الولايات المتحدة، حيث بيعت ستة من أغنياتها الفردية أكثر من 5 ملايين (بترتيب تاريخ الإصدار: "Hot n Cold" و "California Gurls" و "Firework" و "ET"و«Roar» و «Dark Horse»). تحمل بيري أيضًا الرقم القياسي لأكثر من 6 ملايين أغنية مبيعًا، حيث بيعت أكثر من 6 ملايين نسخة من أغانيها - "Firework" و "Roar" و "Dark Horse". حصل الثلاثة أيضًا على شهادات أغنية Diamond من RIAA, مما يجعلها أول فنانة تنجز مثل هذا العمل الفذ.
في سن السادسة عشرة، أصدرت ألبوم إنجيل بعنوان نفسها في مارس 2001 تحت اسمها الحقيقي كاتي هدسون، والذي فشل في التخطيط في أي سوق موسيقى. بعد توقيع بيري مع تسجيلات كابيتول في أبريل 2007, أصدرت ألبومها الثاني، واحد من الصبيان, في يونيو 2008. تصدرت أغنيتها الفردية " I Kissed a Girl " و "Hot n Cold" المخططات في النمسا، وكندا، وألمانيا، وسويسرا، وحصلت على شهادة البلاتين الخماسي من قبل RIAA. بلغ الألبوم ذروته ضمن المراكز العشرة الأولى في الولايات المتحدة والنمسا وكندا وفرنسا وألمانيا وسويسرا. طوال عامي 2009 و 2010, ظهر بيري في أغنيتين فرديتين. الأول كان على أغنية " Starstrukk " للفرقة ثري أوه ثري ومقرها كولورادو، والثاني كان بالتعاون مع تمبالاند في " If We Ever Meet Again ", من ألبومه Shock Value II . وصل كلا الفرديين إلى المراكز العشرة الأولى في أستراليا والمملكة المتحدة بينما تصدرت الأخيرة المخططات في نيوزيلندا. قام بيري أيضًا بأداء MTV Unplugged وتم إصدار ألبوم مباشر للأداء في نوفمبر 2009.
صدر ألبوم Perry الثالث بعنوان حلم المراهقة في أغسطس 2010 وتصدر المخططات في الولايات المتحدة وأستراليا والنمسا وكندا ونيوزيلندا والمملكة المتحدة. عندما تصدرت أغنياتها الفردية "California Gurls" و " Teenage Dream " و "Firework" و "ET" و "Last Friday Night (TGIF)" بيلبورد هوت 10, أصبحت بيري أول امرأة وفنانة ثانية بعد مايكل جاكسون الحصول على خمس أغنيات فردية في الولايات المتحدة من ألبوم واحد. أعيد إصدار الألبوم في مارس 2012 باسم حلم المراهقة: الحلوى الكاملة. وصلت أغنيتيها الفرديتان " Part of Me " و " Wide Awake " إلى المركز الأول في كندا ونيوزيلندا. صدر ألبومها الاستوديو الرابع منشور في أكتوبر 2013. أصبح المنشور نجاحًا دوليًا، حيث وصل إلى المركز الأول في أستراليا وكندا ونيوزيلندا والمملكة المتحدة والولايات المتحدة. تصدرت أغنيتيها الفرديتان "Roar" و "Dark Horse" المخططات في الولايات المتحدة وكندا. في المملكة المتحدة، أصبحت أغنية "Roar" ثاني أغنيتها بعد "Firework" حيث بيعت أكثر من مليون نسخة. أصدرت لاحقًا نشيدًا وطنيًا لدورة الألعاب الأولمبية الصيفية لعام 2016 بعنوان "Rise", والتي ظهرت لأول مرة في المركز الأول في أستراليا. تبع ألبوم بيري الخامس شاهد في يونيو 2017. تصدرت الرسوم البيانية في الولايات المتحدة وكندا. في ذلك العام، ظهرت أيضًا في أغنية كالفن هاريس " Feels " من ألبومه Funk Wav Bounce Vol. رقم 1 مع بيغ شون وفاريل ويليامز، التي وصلت إلى المرتبة الأولى في المملكة المتحدة. في عام 2018, أصدرت أغنية الكريسماسالمنفردة "Cozy Little Christmas". تبع ذلك إطلاق التعاون " Con Calma (Remix) " (مع دادي يانكي وسنو) و "365" (مع زيد). أصدرت أغنيات منفردة غير الألبومات "Never Really Over" و "Small Talk" و "Harleys in Hawaii" في عام 2019. تبعت Smile كألبومها السادس في أغسطس 2020.

## مسرحيات طويلة
| لقب                               | تفاصيل                                                                                     |
| --------------------------------- | ------------------------------------------------------------------------------------------ |
| Ur So Gay                         | - تاريخ الإصدار: 20 نوفمبر 2007 - التسمية: مبنى الكابيتول - التنسيق: تنزيل رقمي، قرص مضغوط |
| The Hello Katy Australian Tour EP | - تاريخ الإصدار: 7 أغسطس 2009 - التسمية: مبنى الكابيتول - التنسيق: تنزيل رقمي              |
| Camp Katy                         | - تاريخ الصدور: 15 أكتوبر 2020 - التسمية: مبنى الكابيتول - التنسيق: التنزيل الرقمي والتدفق |
| Scorpio SZN                       | - تاريخ الصدور: 26 أكتوبر 2020 - التسمية: مبنى الكابيتول - التنسيق: التنزيل الرقمي والتدفق |
| Empowered                         | - تاريخ الصدور: 3 نوفمبر 2020 - التسمية: مبنى الكابيتول - التنسيق: التنزيل الرقمي والتدفق  |
| Cosmic Energy                     | - تاريخ الإصدار: 18 ديسمبر 2020 - التصنيف: يونيفرسال - التنسيق: التنزيل الرقمي والتدفق     |